# Bogusław Piwowar
Bogusław Piwowar (ur. 1961 w Warszawie) – polski politolog i dziennikarz.

## Życiorys
Absolwent Wydziału Dziennikarstwa i Nauk Politycznych na Uniwersytecie Warszawskim, studiów podyplomowych z zakresu prawa mediów na Wydziale Prawa Uniwersytetu Jagiellońskiego, Podyplomowych Studiów Menedżerskich w Katedrze Zarządzania w Gospodarce Szkoły Głównej Handlowej oraz studiów MBA. Wykładowca  PR i lobbingu oraz marketingu i reklamy. Jest autorem publikacji w dziedzinie zarządzania, reklamy i lobbingu.
Od początku działalności zawodowej jest związany z mediami. W 1989 roku objął stanowisko w Biurze Prasowym Rządu, a w 1993 roku dyrektora departamentu reklamy w KRRiT. W latach 1998–2004 pełnił funkcję dyrektora Biura Zarządu i Spraw Korporacyjnych TVP. W latach 2006–2010 był wiceprezesem Business Centre Club oraz dyrektorem biura lobbingu i edukacji BCC.
30 lipca 2009 roku został powołany w skład Rady Nadzorczej TVP i wybrany na stanowisko jej wiceprzewodniczącego, natomiast 19 września 2009 roku został p.o. przewodniczącego. 10 grudnia 2010 roku Bogusław Piwowar, decyzją Rady Nadzorczej TVP, został oddelegowany do pełnienia obowiązków prezesa zarządu, gdzie zastąpił p.o. prezesa Włodzimierza Ławniczka, który z uwagi na stan zdrowia został odwołany z pełnienia tej funkcji. 28 lutego 2011 roku, po przywróceniu do pełnienia funkcji zawieszonych w sierpniu 2010 roku członków zarządu Romualda Orła i Przemysława Tejkowskiego, z dniem 2 marca 2011 roku Bogusław Piwowar zrezygnował z zasiadania w zarządzie i powrócił do pełnienia obowiązków członka Rady Nadzorczej. Bogusław Piwowar został powołany z dniem 3 marca 2011 roku do składu Rady Nadzorczej TVP, jednak 28 kwietnia 2011 roku, na podstawie uchwały Rady Nadzorczej, został oddelegowany do pełnienia funkcji członka zarządu w okresie od 6 maja do 14 lipca 2011 roku. Natomiast 15 lipca 2011 roku, na mocy uchwały KRRiT, został powołany do pełnienia funkcji członka zarządu TVP.
Odznaczony Złotym Krzyżem Zasługi (2002).